# Podochilus appendiculatus
Podochilus appendiculatus är en orkidéart som beskrevs av Johannes Jacobus Smith. Podochilus appendiculatus ingår i släktet Podochilus och familjen orkidéer.
Artens utbredningsområde är Moluckerna. Inga underarter finns listade i Catalogue of Life.